# 24
24（二十四、廿四、にじゅうし、にじゅうよん、はたよん、はたちあまりよつ）は自然数、また整数において、23の次で25の前の数である。

## 性質
- 24 は合成数であり、正の約数は 1, 2, 3, 4, 6, 8, 12, 24 である。
  - 約数の和は60。
    - 4番目の過剰数である。1つ前は20、次は30。
    - 約数の和が自身の2.5倍になる最小の数である。次は91963648。(オンライン整数列大辞典の数列 A141643)

  - 約数を8個もつ最小の数である。次は30。
    - 約数を n 個もつ最小の数とみたとき。1つ前の7個は64、次の9個は36。(オンライン整数列大辞典の数列 A005179)
    - 6番目の高度合成数である。1つ前は12、次は36。
    - 自分自身のすべての約数の積が自分自身の4乗になる最小の数である。1つ前の3乗は12、次の5乗は48。(オンライン整数列大辞典の数列 A003680)

  - 約数の積は331776。
    - 約数の積の値がそれ以前の数を上回る11番目の数である。1つ前は20、次は30。(オンライン整数列大辞典の数列 A034287)

  - 素数を除いて σ(n) − n が平方数になる5番目の数である。1つ前は15、次は26。ただしσは約数関数。(オンライン整数列大辞典の数列 A048699)
  - 約数を昇順に並べて和を求めていくと自身になる3番目の数である。1つ前は6、次は28。(オンライン整数列大辞典の数列 A064510)
例．1 + 2 + 3 + 4 + 6 + 8 = 24
  - 約数の和を平方した数が自身で割り切れる3番目の数である。1つ前は6、次は28。(オンライン整数列大辞典の数列 A263928)
例．σ(24)2 ÷ 24 = 602 ÷ 24 = 150 (ただしσは約数関数)
- 24から28まではすべて合成数で、5個連続で合成数が続く。
  - 合成数の連続数がこれ以前の数を上回る数である。1つ前の3連続は8、次の7連続は90。(オンライン整数列大辞典の数列 A008950)
- 1/24 = 0.0416… (下線部は循環節で長さは1)
  - 逆数が循環小数になる数で循環節が1になる7番目の数である。1つ前は18、次は30。(オンライン整数列大辞典の数列 A070021)
  - 六進法では 1/40 = 0.013 となり、十二進法では 1/20 = 0.06 となる。
- 6番目の高度トーシェント数。1つ前は12、次は48。
- 7番目のトリボナッチ数であり、1つ前は13、次は44。
- 24 = 4! = 4 × 3 × 2 × 1
  - 4番目の階乗数である。1つ前は6、次は120。
  - 4連続整数の積で表せる数である。自然数の範囲では最小、0を含めると1つ前は0、次は120。
  - 24 = 2 × 3 × 4
    - 3連続整数の積で表せる数である。1つ前は6、次は60。
    - 24 = 33 − 3
      - n = 3 のときの 3n − n の値とみたとき1つ前は7、次は77。(オンライン整数列大辞典の数列 A000325)
      - n = 3 のときの nn − n の値とみたとき1つ前は2、次は252。(オンライン整数列大辞典の数列 A061190)
      - 素数 p = 3 のときの pp − p の値とみたとき1つ前は2、次は3120。(オンライン整数列大辞典の数列 A101339)
      - 24 = 33 − 31 = 31 × (32 − 1)
        - n = 2 のときの 3n−1(3n − 1) の値とみたとき1つ前は2、次は234。(オンライン整数列大辞典の数列 A219205)
- 24! = 620448401733239439360000 は24桁である。n! が n 桁になるのは、1, 22, 23, 24 のみで、24 が最大である。
- 242 + 1 = 577 であり、n2 + 1 の形で素数を生む9番目の数である。1つ前は20、次は26。
- かけ算九九では、3 × 8(さんぱにじゅうし)、 4 × 6(しろくにじゅうし)、 6 × 4(ろくしにじゅうし)、 8 × 3(はちさんにじゅうし)と 4 通りに表される。九九での表し方は 4 通りが最大で、他に 6, 8, 12, 18 がそれに当たる。
- 24 の24乗根の小数部分は、円周率 π の小数部分に近い。
24√24 ≈ 1.14158644
π − 24√24 ≈ 2.00000621
- p を 5 以上の素数とすると p2 − 1 は必ず24の倍数である。例: 52 − 1 = 24 × 1 , 72 − 1 = 24 × 2 , 112 − 1 = 24 × 5
- 12 + 22 + … + 242 = 702
  - リュカが提示したディオファントス方程式 {\displaystyle \sum _{n=1}^{N}n^{2}=M^{2}\;(M>1)} を成り立たせる唯一の解が N = 24 , M = 70 である。
- 正二十四胞体は6つ中4番目（胞数順で）の正多胞体である。前は正十六胞体、次は正百二十胞体である。
- 15番目のハーシャッド数である。1つ前は21、次は27。
  - 6を基とする2番目のハーシャッド数である。1つ前は6、次は42。
- 各位の和が24になるハーシャッド数の最小は888、1000までに1個、10000までに48個ある。
- 約数の和が24になる数は3個ある。(14, 15, 23) 約数の和3個で表せる最小の数である。次は42。
  - 約数の和が24より小さな数で3個ある数はない。1つ前は12(2個)、次は72(5個)。
- 各位の和が6になる3番目の数である。1つ前は15、次は33。
- 各位の平方和が20になる最小の数である。次は42。(オンライン整数列大辞典の数列 A003132)
  - 各位の平方和が n になる最小の数である。1つ前の19は133、次の21は124。(オンライン整数列大辞典の数列 A055016)
- 各位の立方和が72になる最小の数である。次は42。(オンライン整数列大辞典の数列 A055012)
  - 各位の立方和が n になる最小の数である。1つ前の71は12233、次の73は124。(オンライン整数列大辞典の数列 A165370)
- 各位の積が8になる3番目の数である。1つ前は18、次は42。(オンライン整数列大辞典の数列 A199989)
- 連続してある数に対して約数の和を求めていった場合10個の数が24になる。24より小さい数で10個ある数はない。1つ前は15(5個)、次は60(14個)。いいかえると {\displaystyle \sigma ^{m}(n)=24~(m\geqq 1)} を満たす n が10個あるということである。(ただし σ は約数関数)(参照オンライン整数列大辞典の数列 A241954)
- 24 = 23 × (22 − 1)
  - n = 2 のときの 2n+1(2n − 1) の値とみたとき1つ前は4、次は112。(オンライン整数列大辞典の数列 A059153)
- 24 = 3 × 23
  - n = 3 のときの n × 2n の値とみたとき1つ前は8、次は64。(オンライン整数列大辞典の数列 A036289)
  - n = 2 のときの 3n3 の値とみたとき1つ前は3、次は81。(オンライン整数列大辞典の数列 A117642)
  - n = 3 のときの 3 × 2n の値とみたとき1つ前は12、次は48。(オンライン整数列大辞典の数列 A007283)
  - 24 = 23 + 23 + 23
    - 3つの正の数の立方数の和1通りで表せる4番目の数である。1つ前は17、次は29。(オンライン整数列大辞典の数列 A025395)

  - 24 = 23 × 3
    - 2つの異なる素因数の積で p3 × q の形で表せる最小の数である。次は40。(オンライン整数列大辞典の数列 A065036)
    - 24 = 8 × 3
      - n = 1 のときの 8 × 3n の値とみたとき1つ前は8、次は72。(オンライン整数列大辞典の数列 A005051)

  - 24 = 23 × 31 、2i × 3j (i ≧ 1, j ≧ 1) で表せる4番目の数である。1つ前は18、次は36。(オンライン整数列大辞典の数列 A033845)
  - 24 = 6 × 22
    - n = 2 のときの 6n2 の値とみたとき1つ前は6、次は54。(オンライン整数列大辞典の数列 A033581)

  - 24 = 6 × 4
    - n = 1 のときの 6 × 4n の値とみたとき1つ前は6、次は96。(オンライン整数列大辞典の数列 A002023)

  - 24 = 24 + 23
    - n = 2 のときの n4 + n3 の値とみたとき１つ前は2、次は108。(オンライン整数列大辞典の数列 A179824)
- 異なる2つの素数の和3通りで表せる最小の数である。次は30。(オンライン整数列大辞典の数列 A077969)
24 = 5 + 19 = 7 + 17 = 11 + 13
  - 異なる2つの素数の和 n 通りで表せる最小の数である。1つ前の2通りは16、次の4通りは36。(オンライン整数列大辞典の数列 A087747)
- 異なる平方数の和で表せない31個の数の中で13番目の数である。1つ前は23、次は27。(オンライン整数列大辞典の数列 A001422)
- 24 = 22 + 22 + 42
  - 3つの平方数の和1通りで表せる12番目の数である。1つ前は22、次は26。(オンライン整数列大辞典の数列 A025321)
- 1を除く自身の桁1個を使って余りなく割り切ることができる13番目の数である。1つ前は22、次は25。(オンライン整数列大辞典の数列 A185186)
  - 1を除く自身の桁の異なる2個を使って余りなく割り切ることができる最小の数である。次は36。(オンライン整数列大辞典の数列 A187516)
  - 1を除く自身の桁の異なる n 個を使って余りなく割り切ることができる最小の数である。1つ前の1個は2、次の3個は248。(オンライン整数列大辞典の数列 A187584)
- n = 2 のときの n と 2n を並べてできる数である。1つ前は12、次は36。(オンライン整数列大辞典の数列 A019550)
- n = 24 のとき n と n − 1 を並べた数を作ると素数になる。n と n − 1 を並べた数が素数になる4番目の数である。1つ前は22、次は34。(オンライン整数列大辞典の数列 A054211)
- 243 = 13824 になり下2桁が24になる。n と n3 の下2桁が同じになる2番目の数である。1つ前は1、次は25。ただし2桁では最小である。
  - この性質をもつ数は偶数乗においても下2桁が等しくなる。
例．242 = 576、244 = 331776
  - この性質をもつ2桁の数字列は、他に00, 01, 25, 49, 51, 75, 76, 99がある。(オンライン整数列大辞典の数列 A008856)
- 24 = {\displaystyle \sum _{k=0}^{3}(k^{2}+k+1)}
  - n = 3 のときの {\displaystyle \sum _{k=0}^{n}(k^{2}+k+1)} の値とみたとき1つ前は11、次は45。(オンライン整数列大辞典の数列 A006527)

## その他 24 に関連すること
- 24 × 単位
  - 24° = 2/15π（ラジアン）。これは 1/15 周であり、すなわち正十五角形の中心角であり、すなわちその外角である。
  - 1日は24時間である。24時は日の変わり目であることから、俗に締切りに例えられる。転じて、締切りや危機が迫っている様相を、「24時15分前」「23時45分」に例える。
  - 24年組: 昭和24年（1949年）生まれの少女漫画家の集まり。花の24年組と呼ばれる。
  - 純金は24カラット（24金）。
  - 青年の定義は一般的に15歳から24歳まで（あるいは34歳まで）である。
  - ほとんどの映画は24コマ/秒のものである。
- 24番目のもの
  - 年始から数えて24日目は1月24日。
  - 第24番元素はクロム (Cr) である。
  - 第24代天皇は仁賢天皇である。
  - 日本の第24代内閣総理大臣は加藤高明である。
  - 大相撲の第24代横綱は鳳谷五郎である。
  - アメリカ合衆国の第24代大統領はグロバー・クリーブランドである。
  - アメリカ合衆国の24番目の州はミズーリ州である。
  - JIS X 0401、ISO 3166-2:JPの都道府県コードの「24」は三重県。
  - 第24代殷王は祖甲である。
  - 第24代周王は景王である。
  - 第24代ローマ教皇はシクストゥス2世（在位：257年8月31日～258年8月6日）である。
  - 易占の六十四卦で第24番目の卦は、地雷復。
  - クルアーンにおける第24番目のスーラは御光である。
  - M24 は星雲・星団等ではなく、天の川が濃くなった領域である。
- 24あるもの
  - 二十四史: 中国の正史の数。
  - 二十四節気: 1年を24分割し、15日を1節気とする。
  - ギリシャ文字は24文字。
  - 長調と短調を併せて24種類ある。J.S.バッハが全24調で「前奏曲とフーガ」を作曲した（『平均律クラヴィーア曲集』、全2巻）ため、後世の作曲家がこれに倣い、前奏曲や練習曲などを24曲構成で作曲している。
  - 大阪市は24区からなり、「東京23区」に対して「大阪24区」と呼ばれることもある。
  - 日本には競艇場が24場ある。
  - 健常なヒトの頚椎・胸椎・腰椎の数を合わせると24個になる。
  - 現代朝鮮語で用いられるハングルの基本字母は子音・母音合わせて24個である。
- 言葉
  - 24/7 (twenty-four seven) は、24時間・週7日間を転じて always（いつも）という意味を持つ。
  - 「通報」の意。「ツー（2）フォー（4）」から。
- 企業
  - タイム二十四：東京都の第三セクター。
  - に・よん・なな・みゅーじっく：日本の音楽関連企業。
  - パーク24：駐車場運営会社。
  - ベルシステム24：コールセンター業最大手の企業。
- 作品タイトル
  - 24 -TWENTY FOUR-（トゥウェンティフォー）：FOX（アメリカ合衆国）制作のテレビドラマ。
  - 24/7 -TWENTY FOUR/SEVEN-：DREAMS COME TRUEのシングル。
  - 24：倖田來未の曲。シングル「girls〜Selfish〜」に収録。
  - 24karats GOLD SOULは、EXILEの通算46枚目のシングル。
  - 二十四の瞳: 壺井栄の小説。
  - 24ナイツ : エリック・クラプトンが1991年に発表したライブ・アルバム。
- 商品名
  - 24ゾイド（ツーフォー-）: 『ゾイド』シリーズに登場する架空の兵器。
- 写真集
  - 24：2009年に発売された石川梨華の写真集。
  - 24：2021年に発売された森みはるの1st写真集。
- 符号
  - 24系はJRのブルートレインに使われる客車。
  - 日本プロ野球・埼玉西武ライオンズの背番号24は稲尾和久投手の永久欠番（元々は前身の西鉄ライオンズでの永久欠番であったが、1972年11月の西鉄球団売却に伴い失効。その後、2012年に後身の西武が再度永久欠番とした）。

## 符号位置
| 記号 | Unicode | JIS X 0213 | 文字参照          | 名称                      |
| ---- | ------- | ---------- | ----------------- | ------------------------- |
| ㉔   | U+3254  | 1-8-36     | &#x3254; &#12884; | CIRCLED DIGIT TWENTY FOUR |